# KiKxxl
Die KiKxxl ist ein Kommunikationsdienstleister mit Sitz in Osnabrück.
Die Firma beschäftigt rund 2800 Mitarbeiter im Kundenservice und im telefonischen Vertrieb.
Auftraggeber sind u. a. die Deutsche Telekom, Vodafone Kabel Deutschland, Vorwerk, 1&1 oder MyHammer.

## Geschichte
KiKxxl wurde 1999 von Andreas Kremer gegründet. Anfangs als reines Call-Center mit den klassischen Inbound- und Outbound-Leistungen entwickelte sich das Unternehmen zu einem Contact-Center mit sämtlichen Kommunikationskanälen.

### Sponsoring
KiKxxl war Namensgeber der kurzzeitig bestehenden Basketball-Sporthalle Kikxxlarena in Osnabrück. Seit 2007 ist das Unternehmen Trikotsponsor des Fußball-Drittligisten SV Meppen. In der Saison 2020/21 betrug die Summe 250.000 Euro, was der geringste Sponsorenbetrag aller Drittligisten war.

### Betriebsrat
Im Dezember 2019 kritisierte die Gewerkschaft Ver.di die Schaffung eines zentralen "arbeitgebernahen" Betriebsrates, der die Mitarbeitervertretung schwächen würde, wohingegen KiKxxl diese als Wunsch der Beschäftigten darstellte.

### Unerlaubte Werbeanrufe
Am 17. Februar 2021 wurde bekannt, dass die Bundesnetzagentur wegen unerlaubter Werbeanrufe (Kaltakquise) seitens KiKxxl ein Bußgeld in Höhe von 260.000 Euro gegen das Unternehmen verhängt hat. KiKxxl hat dagegen Einspruch eingelegt.

## Standorte
Neben dem Unternehmenssitz wurden seit 2008 wurden weitere Niederlassungen in Deutschland: Bremen, Dortmund, Bochum, Recklinghausen, Bottrop; Kosovo: Pristina, Peja und Gjilan; Türkei: Istanbul und Griechenland Athen eröffnet.

## Auszeichnungen
2014 wurde die KiKxxl GmbH durch das Bundesministerium für Arbeit und Soziales ausgezeichnet und gehört zu den „Unternehmen mit Weitblick 2014“. Im Rahmen des Bundesprogramms „Perspektive 50plus – Beschäftigungspakte für Ältere in den Regionen“ wurden Unternehmen prämiert, die sich besonders erfolgreich um die altersgerechte Gestaltung von Arbeitsplätzen bemühen.
2013 hat die KiKxxl GmbH für die Förderung von weiblichen Führungskräften in Bezug auf Chancengleichheit, Wertschätzung und „Life-Domain-Balance“ (Beruf und Familie) den Sonderpreis für besonderes Engagement „Top Job: Fokus Frauen“ in der Kategorie „mehr als 500 Mitarbeiter“.
2013 erhielt die KiKxxl GmbH beim Wettbewerb „Top Job: Arbeitgeber des Jahres“ in der Größenkategorie über 500 Mitarbeiter den 3. Platz und ist damit das beste Contact Center im Wettbewerb.
Der Call Center Verband Deutschland zeichnete die KiKxxl GmbH im November 2011 mit dem „Quality Award 2011“ aus. Die KiKxxl GmbH belegt den 1. Platz im Branchenranking in der Kategorie „Mitarbeiterorientierung“.
2017, 2019, 2021 und 2023 wurde KiKxxl ebenfalls von TobJob die Auszeichnung als „Arbeitgeber des Jahres“ verliehen.